# Jean Renoir (André Bazin)
"Jean Renoir" és un llibre d'André Bazin que tracte sobre la vida i obra del director cinematogràfic Jean Renoir. Conté una presentació de François Truffaut. L'original es va publicar en anglès el 1971 i va ser traduït al castellà per Joaquín Bollo i publicat el 1973 per l'editorial Artiach de Madrid.
El seu contingut es divideix en 10 punts, un apèndix i una secció amb la filmografia completa i notes crítiques del mateix autor, els altres editors del llibre i coautors i també de François Truffaut.

## Parts
1. Silent movies
2. The first sound movies: amb l'explicació detallada de les pel·lícules "On Purge Bébé", "La Chienne", "La nuit du Carrefour", "Boudu Sauvè des Eaux", "Chotard et Cie" i "Madame Bovary".
3. The era of the popular front: amb l'explicació detallada de les pel·lícules "Toni", "Le Crime de Monsieur Lange", "La Vie est à Nous" i "Une Partie de Campagne".
4. The vicinity of the war: "Les Bas-Fonds", "La Grande Illusion", "La Marseillaise", "La Bête Humaine" i "La Règle du Jeu".
5. French Renoir
6. Renoir in Hollywood: amb l'explicació detallada de les pel·lícules "The Southerner", "The Diary of a Chambermaid" i "The Woman on the Beach".
7. The retourn of Jean Renoir
8. A pure masterpiece, "The River"
9. Jean Renoir and the theatre: amb l'anàlisi de les obres "Julio César" i "Orvet".
10. The third period of Jean Renoir: amb l'explicació detallada de les pel·lícules "French Cancan", amb anotacions sobre el seu contingut sobre pintura impressionista; i "Elena et les hommes", amb una secció titulada "La sabiduría de Jean Renoir"

## Apèndix
Aquesta secció és un recull d'articles que es van escriure de Jean Renoir i la seva obra i que tracten algunes pel·lícules. També està dividit en diferents parts:
1. Memories... Por Jean Renoir
2. First treatment of Crime de Monsieur Lange
3. Provisional treatment of La Grande Illusion
4. Before La Règle du Jeu
5. Provisional script of La Règle du Jeu (extractos)

## Filmografia
Una llista de la filmografia completa de Renoir, amb notes crítiques d'André Bazin, Claude Beylie, Michel Delahaye, Jacques Doniol-Valcroze, Jean Douchet, Claude de Givray, Jean-Luc Godard, Jean Kress, Louis Marcorelles, Jacques Rivette, Eric Rohmer i François Truffaut.